# Psalydolytta sudanica
Psalydolytta sudanica es una especie de coleóptero de la familia Meloidae.

## Distribución geográfica
Habita en Sudán.